# Соколовсько
Соколовсько (пол. Sokołowsko, нім. Görbersdorf) — село в Польщі, у гміні Мерошув Валбжиського повіту Нижньосілезького воєводства.
Населення — 944 особи (2011).
У 1975-1998 роках село належало до Валбжиського воєводства.

## Демографія
Демографічна структура станом на 31 березня 2011 року:
|          | Загалом | Допрацездатний вік | Працездатний вік | Постпрацездатний вік |
| -------- | ------- | ------------------ | ---------------- | -------------------- |
| Чоловіки | 424     | 64                 | 291              | 69                   |
| Жінки    | 520     | 63                 | 256              | 201                  |
| Разом    | 944     | 127                | 547              | 270                  |